# Pellaea ribae
Pellaea ribae là một loài thực vật có mạch trong họ Adiantaceae. Loài này được A. Mend. & Windham mô tả khoa học đầu tiên năm 2001.